# Edward Singleton Holden
Edward Singleton Holden (St. Louis, Misuri, 5 de noviembre de 1846 – Nueva York, 16 de marzo de 1914) fue un astrónomo estadounidense.

## Carrera
En 1870 ingresó a la Academia Militar de Estados Unidos. En 1873 ejerció como profesor de matemáticas en el Observatorio Naval de los Estados Unidos, donde generó una favorable impresión en Simon Newcomb. Fue director del observatorio de Washburn de la Universidad de Wisconsin-Madison entre 1881 y 1885. Fue elegido miembro de la Academia Nacional de Ciencias de Estados Unidos en 1885.
Fue presidente de la Universidad de California entre 1885 y 1888, y el primer director del Observatorio Lick entre 1888 y 1897. Posteriormente, en 1901, accedió al puesto de bibliotecario de la Academia Militar de Estados Unidos de West Point, cargo que desempeñó hasta su fallecimiento.
Su primo George Phillips Bond, fue director del Harvard College Observatory.

### Astronomical Society of the Pacific
Mientras trabajaba en el Observatorio Lick, fundó en 1889 la Astronomical Society of the Pacific (Sociedad astronómica del Pacífico), de la que fue el primer presidente. Dentro de la Sociedad, también fue entre 1889 y 1898 el redactor jefe de la revista astronómica mensual Publications of the Astronomical Society of the Pacific.

### Descubrimientos
El 28 de agosto de 1877, pocos días después de que Asaph Hall descubriera las lunas marcianas Deimos y Fobos, Holden dijo haber hallado un tercer satélite, pero análisis posteriores mostraron errores en las observaciones en las que se basó.
Además de este descubrimiento errado, Holden descubrió un total de 22 objetos NGC durante su labor en el observatorio de Washburn. 
Escribió varios libros, incluyendo textos de ciencia para niños, como por ejemplo Real Things In Nature. A Reading Book of Science for American Boys and Girls ("Cosas reales en la naturaleza. Texto de lecturas de ciencia para niños y niñas estadounidenses") publicado en 1916.

## Reconocimientos
- Los cráteres Holden de la Luna y Holden de Marte fueron bautizados en su honor.

### Obituarios
- JRASC 8 (1914) 142
- MNRAS 75 (1914) 264
- Obs 37 (1914) 182 (un párrafo)
- PASP 26 (1914) 77–87

- Datos: Q710776
- Multimedia: Edward Singleton Holden / Q710776